# De cœur inconnu

De cœur inconnu (Rosamunde Pilcher: Unknown Heart) est un téléfilm britanno-allemand en deux parties, réalisé par Giles Foster, diffusé en 2014.

## Synopsis
Elisabeth Lancaster, la quarantaine, vient de subir une transplantation cardiaque après des mois de luttes. Bouleversée par les implications éthiques de l'intervention, elle prend ses distances avec ses enfants et son mari. Andrew Shaw, le veuf de la donneuse, souhaite quant à lui faire la connaissance de celle à qui on a greffé le cœur de son épouse. Par la suite, Elisabeth Lancaster montre des signes de rejet de la greffe et n'en a plus pour longtemps à vivre. Andrew démissionne de son poste d'architecte pour l'aider à ne pas vendre la distillerie, détruite par les flammes. Encouragé par ses enfants, Ben et Millie, Duncan son mari tente de reconquérir Elisabeth.

## Fiche technique
- Titre original : Rosamunde Pilcher: Unknown Heart
- Titre allemand : Rosamunde Pilcher: Mein unbekanntes Herz
- Réalisation : Giles Foster
- Scénario : Matthew Thomas
- Musique : Richard Blackford et Stuart Hancock
- Durée : 180 min
- Date de diffusion :
  -  France : 4 février 2015 sur M6

## Distribution
- Carolina Vera : Elizabeth Lancaster
- Greg Wise : Duncan
- Gedeon Burkhard : Andrew
- Jane Seymour : Sally Haynes
- James Fox : Ludlow
- Julian Sands : Richard Mellor
- Christopher James Barley : Hector Ramsey
- Sophie Cookson : Millie Lancaster
- Daniel Mangles : Jenkins
- Simon Pearce : Ben Lancaster
- Irena Tyshyna : Tilda Grant-Shaw
- Tanja Wenzel : Janet Grant